# Mei Xiwen
Mei Xiwen (chinesisch 梅希文, Pinyin Méi Xīwén; * 8. Oktober 1982) ist ein chinesischer Snookerspieler aus der Provinz Hubei. In den 2010er Jahren war er insgesamt 6 Jahre Mitglied der Profitour.

## Karriere

### Frühe Jahre
Erstmals in Erscheinung trat Mei Xiwen im Jahr 2007, als er mit einer Wildcard an den Start ging und mit einem Sieg über Alfred Burden die Hauptrunde der China Open erreichte. Dort unterlag er Shaun Murphy.
Zwei Jahre später stand er nach einer erfolgreichen Saison im Finale der Asienmeisterschaft, das er gegen James Wattana verlor. Der asiatische Billardverband ACBS nominierte ihn daraufhin für die Snooker Main Tour 2009/10. Beim ersten Ranglistenturnier der Saison in Schanghai wurde ihm allerdings die Einreise verweigert und bei den folgenden Turnieren gab es Auftaktniederlagen für ihn. Erst bei den China Open gelang ihm in der ersten Qualifikationsrunde der erste Sieg. Bei der abschließenden Snookerweltmeisterschaft 2010 gelang ihm ein weiterer Sieg, aber es reichte nicht, um sich auf der Profitour zu behaupten.
Beim Shanghai Masters 2010 erreichte er durch einen Sieg über Mike Dunn in der Wildcardrunde zum zweiten Mal in seiner Karriere die Hauptrunde eines Weltranglistenturniers. In den folgenden Jahren versuchte er, über die Q School und die Asian Players Tour Championship auf die Main Tour zurückzukehren, jedoch ohne Erfolg. Seine besten Ergebnisse waren das Erreichen der Achtelfinals bei den APTC-Turnieren in Zhangjiagang 2012 und 2013.

### Profijahre 2016 bis 2021
Zur Saison 2016/17 erhielt Mei dann eine der beiden Nominierungen des chinesischen Verbandes für die Main Tour, die jeweils für zwei Spielzeiten gelten. Der Auftakt geriet mit zwei Siegen gegen Steven Hallworth und Kurt Dunham beim Paul Hunter Classic erfolgreich. Beim Shanghai Masters schlug er in der Qualifikation erst Dominic Dale und dann Graeme Dott mit 5:1 bzw. 5:0 und in Schanghai ließ er ein 5:3 gegen Mark Williams folgen. Erst im Achtelfinale war gegen Ryan Day Schluss. Bei der UK Championship und den Scottish Open erreichte er zwei weitere Male die Runde der Letzten 32 und sein zweites Achtelfinale spielte er im Februar 2017 bei den Welsh Open. Dabei besiegte er auch Topspieler wie Martin Gould, Matthew Selt und den Weltranglisten-10. Mark Allen. Vier Auftaktniederlagen zum Saisonende verhinderten aber, dass er über Platz 70 in der Weltrangliste hinauskam. Die Niederlagenserie setzte sich zu Beginn der folgenden Saison fort und endete erst mit einem 4:1-Sieg gegen Top-16-Spieler Ali Carter beim European Masters 2017. Erster Saisonhöhepunkt war das Shanghai Masters, wo er den Achtelfinaleinzug vom Vorjahr wiederholen konnte. Auch beim German Masters stand er unter den Letzten 16. Aufgrund der schwankenden Leistung verpasste er zwar den Sprung unter die Top 64, in der Einjahresrangliste der verbleibenden Spieler gehörte er aber zu den 8 Besten und damit blieb er für weitere 2 Jahre auf der Tour.
2018/19 begann wieder erfolgversprechend mit einem Sieg über den Weltranglisten-8. Shaun Murphy und dem Erreichen der Letzten 32 beim World Open, der China Championship und den English Open. Gegen Saisonende gelang dasselbe noch einmal bei den China Open. Ein herausragendes Ergebnis fehlte aber. Zu Beginn der nächsten Spielzeit folgte gleich zu Beginn das fünfte Achtelfinale beim Riga Masters 2019. Die Serie drohte sich beim English Open fortzusetzen, als er im Achtelfinale auf die Nummer 2 der Welt Ronnie O’Sullivan traf, doch mit einem umkämpften 4:3-Sieg gelang ihm sein erster Viertelfinaleinzug, in dem er auch gegen Mark Selby mithalten konnte, bis er 3:5 unterlag. Danach folgte aber wieder eine lange Serie, in der er nicht über die zweite Runde hinauskam. Beim Shoot-Out-Sonderformat gelang ihm in dieser Saison noch ein zweiter Viertelfinaleinzug. Das brachte zwar nicht viele Punkte, trotzdem brachten ihn die Erfolge bis auf Platz 55 der Weltrangliste nach vorne.
Mei wäre damit auch weiter startberechtigt gewesen, aufgrund der COVID-19-Pandemie hatte er aber schon die abschließende Weltmeisterschaft verpasst und in der Corona-Saison 2020/21, in der alle Turniere in Großbritannien ausgetragen wurden, kehrte er nicht mehr nach Europa zurück. Damit verlor er 2021 mit 38 Jahren seinen Profistatus und versuchte auch nicht, ihn wiederzuerlangen.

## Erfolge
Ranglistenturniere:
- Viertelfinale: English Open (2019), Snooker Shoot-Out (2020)
- Achtelfinale: Shanghai Masters (2016, 2017), Welsh Open (2017), German Masters (2018), Riga Masters (2019)

Andere Profiturniere:
- Achtelfinale: Players Tour Championship (Zhangjiagang 2012, Zhangjiagang 2013)